# Sainte-Aurence-Cazaux
Sainte-Aurence-Cazaux település Franciaországban, Gers megyében. Lakosainak száma 90 fő (2022. január 1.). Sainte-Aurence-Cazaux Viozan, Barcugnan, Cuélas, Duffort, Montaut és Saint-Ost községekkel határos.

## Népesség
A település népessége az elmúlt években az alábbi módon változott:
| Lakosok száma | 181  | 130  | 138  | 120  | 115  | 107  | 101  | 95   | 92   | 90   |
|               | 1968 | 1982 | 1990 | 2006 | 2013 | 2015 | 2017 | 2019 | 2020 | 2022 |